# Antonio Vallisneri (1708-1777)
Antonio Vallisneri il giovane (Padova, 5 giugno 1708 – Padova, 12 gennaio 1777) è stato uno scienziato, naturalista e biologo italiano, figlio dell'omonimo naturalista, di cui curò la raccolta della vasta produzione letteraria e le collezioni naturalistiche, archeologiche e artistiche.

## Biografia
Figlio di Antonio Vallisneri e di Laura Mattacodi, battezzato col nome di Antonio Gaetano Luigi Domenico Maria, compì i primi studi in un collegio a Padova, dove era nato nel 1708; intraprese inizialmente gli studi di giurisprudenza.
Dopo la morte nel 1730 dell'illustre padre, di cui era erede in quanto unico figlio maschio sopravvissuto, si dedicò nei quattro anni successivi esclusivamente alla raccolta della vasta produzione letteraria paterna, che diede alle stampe nel 1733. Donò all'Università di Padova il vasto patrimonio di raccolte naturalistiche, archeologiche e artistiche del padre, che tra il 1735 e il 1736 vennero collocate al Palazzo del Bo e utilizzate per la didattica. Per sovrintendere alle collezioni ottenne la cattedra di storia naturale (prima ad descriptionem et ostensionem caeterorum simplicium, dal 1759 ad naturalem historiam), che occupò per più di quarant'anni, fino alla morte.
Ebbe un'influenza determinante sulla scelta di dedicarsi alla biologia di Lazzaro Spallanzani, col quale tuttavia entrò in conflitto negli anni 1760.
Nel 1754-1756 fu principe (presidente) dell'Accademia di scienze, lettere ed arti di Padova, come il padre.

## Opere
- Opere fisico-mediche stampate e manoscritte del kavalier Antonio Vallisneri raccolte da Antonio suo figliuolo, corredate d'una prefazione in genere sopra tutte, e d'una in particolare sopra il vocabolario della Storia naturale, Venezia, Sebastiano Coleti, 1733.